# Erythronium citrinum
Erythronium citrinum, también conocida como citrus fawn lily o cream fawn lily, es una especie de planta bulbosa perteneciente a la familia de las liliáceas. Es originaria del sudoeste de Oregón y norte de California. El género Erythronium, puede ser encontrado en el norte de Norteamérica, Europa y Asia, su mayor diversidad se encuentra en California, donde se encuentran quince de los veintiocho miembros del género.

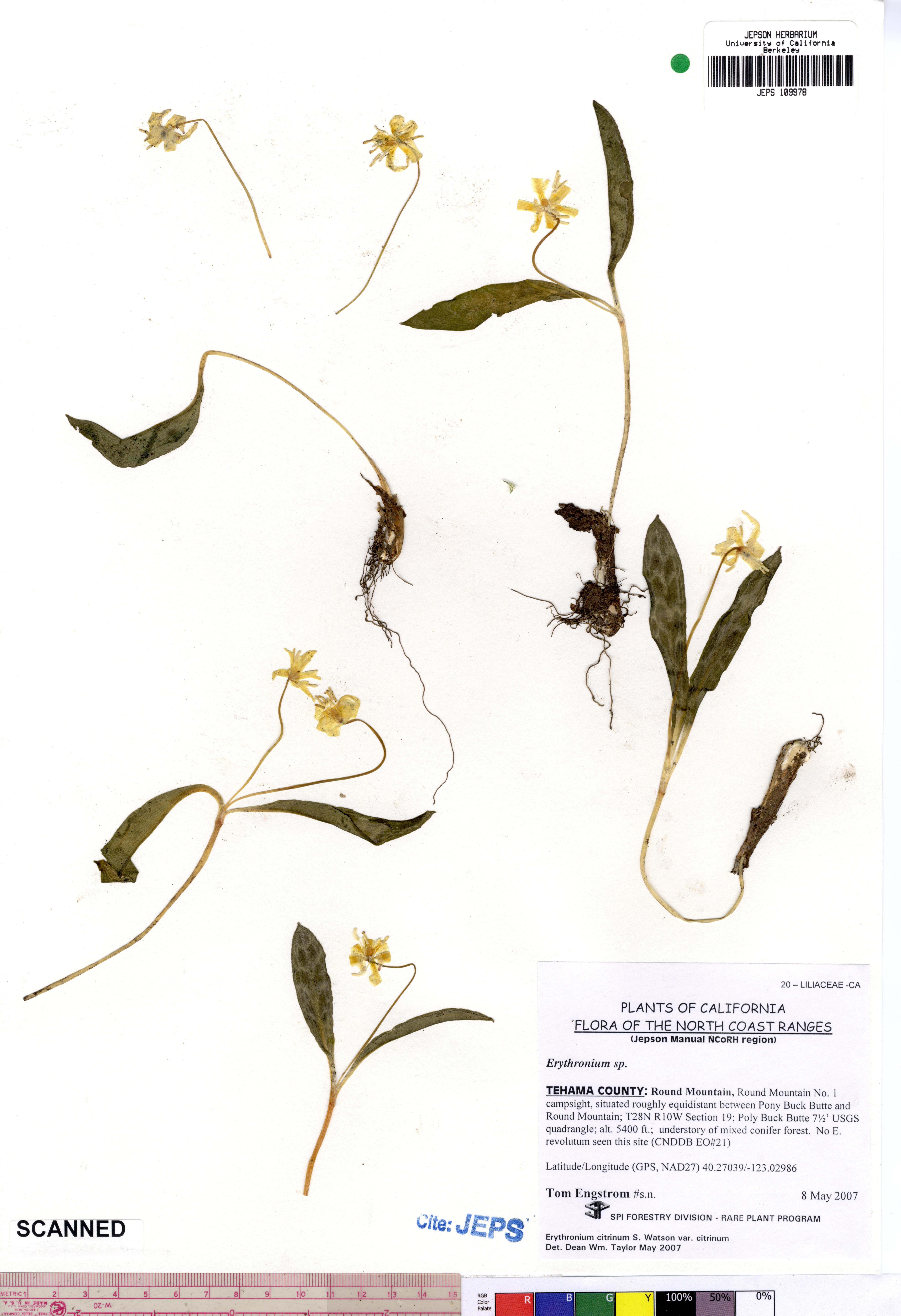
Vista de la planta

## Descripción
Sus flores nacen en los tallos que alcanzan los 15 a 20 cm de altura. Tiene un par de grandes hojas moteadas de hasta 15 cm de largo. El estigma es muy superficial con tres lóbulos, y su anteras son de color blanco. Crece en bosques abiertos y laderas arbustivas, y está más o menos confinada a suelos de serpentina. Florece en primavera y en ocasiones se puede ver florecer en profusión.
Crece en las inmediaciones de E. oregonum, E. howellii, y E. hendersonii. La flor es de color blanco-crema con un centro amarillo. Las puntas de los tépalos a su vez se tornan rosado a medida que envejecen. 

## Taxonomía
Erythronium citrinum fue descrita por  Sereno Watson    y publicado en Proceedings of the American Academy of Arts and Sciences 22(2): 480. 1887.
Etimología
Erythronium: nombre genérico que  se refiere al color de las flores de algunas de sus especies de color rojo (del griego erythros = rojo), aunque también pueden ser de color amarillo  o blanco.
citrinum: epíteto latino que significa "color limón".
Sinonimia
- Erythronium citrinum var. roderickii Shevock & G.A.Allen[5]